# Anna Siwe
Syster Anna Dorothea Siwe, född 7 januari 1896 i Sollefteå, död 19 september 1958 i Lund, var en svensk skulptör.
Hon var dotter till lantbrukaren Hans Abraham Hansson och Anna Margareta Strindlund och från 1928 gift med professorn Sture Siwe. Hon var utbildad Sophiasyster och utförde stora insatser inom föreningen Rädda barnen sedan föreningen bildats i Lund. Hennes konstnärskap består i porträttbyster och hon medverkade i utställningar på Skånska konstmuseum. Makarna Siwe är gravsatta på Norra kyrkogården i Lund.